# KVLY-TV mast
Il KVLY-TV mast (in italiano: "Antenna della KVLY-TV", ex KTHI-TV mast) è un'antenna radiotelevisiva alta 628,8 m. è situata a Blanchard, nella contea di Traill, nel Nord Dakota, negli Stati Uniti. Viene utilizzata dalla stazione televisiva del canale 11 della KVLY-TV a Fargo. Completata nel 1963, fino al 1970 fu la struttura più alta mai costruita fino alla costruzione dell'antenna radio di Varsavia, crollata però nel 1991. In seguito all'edificazione del Burj Khalifa nel 2008, divenne la seconda costruzione più alta del pianeta.
Si tratta di un'antenna strallata quindi non è una struttura autoportante. L'antenna del trasmettitore è alta 34 m e viene inclusa nell'altezza totale della struttura, la torre a traliccio si conclude intorno ai 590 m. La torre pesa circa 392 130 kg e occupa 0,65 km² di terreno con i suoi tiranti di ancoraggio, L'antenna sulla cima della torre è di 113 m di altezza e pesa circa 4 082 kg. Nel 1989 degli appassionati scalarono la torre per fare base jumping da essa.

## Panoramica

Mappa del KVLY-TV Mast

La torre è situata a 5 km a ovest di Blanchard, Dakota del Nord, a metà strada tra Fargo e Grand Forks. Al termine della sua costruzione, il 13 agosto 1963, è diventata la struttura artificiale più alta del mondo, ed è la prima struttura costruita dall'uomo a superare i 2 000 piedi, ossia 610 m di altezza.
La torre è stata costruita dalla Hamilton Electric Company di York, Carolina del Sud, e Kline Iron and Steel; i lavori di costruzione sono durati 30 giorni per un costo di 500 000 $, corrispondenti a circa quattro milioni di dollari al dicembre 2015, circa 3,73 milioni di €.
Di proprietà della Hoak Media a Dallas, Texas, la torre trasmette con una potenza di 365 kW per la stazione televisiva KVLY-TV che ha sede a Fargo. Le trasmissioni della torre coprono un'area di circa 25 000 km² per un raggio di circa 89,5 km.
L'altezza dell'antenna sul livello medio del mare è di 926 m. Qualche tempo dopo il suo completamento, la Federal Communications Commission (FCC) e la Federal Aviation Authority (FAA) hanno deciso di dare un limite a queste strutture affermando: "Anche se non ci sono limiti assoluti per l'altezza di torri per antenne, le due agenzie hanno stabilito una presunzione giuridica contro le strutture di oltre 2 000 piedi (609,6 m) da terra." La FCC e FAA possono approvare una struttura più alta in "casi eccezionali".
Il piano dell'antenna è raggiungibile con un ascensore di servizio in grado di ospitare due persone, oppure con una scala.

## Galleria d'immagini

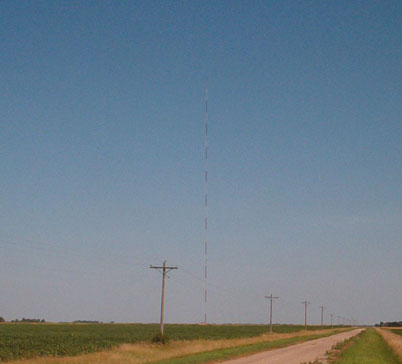
Torre KVLY-TV Mast da una distanza di circa 1,6 km
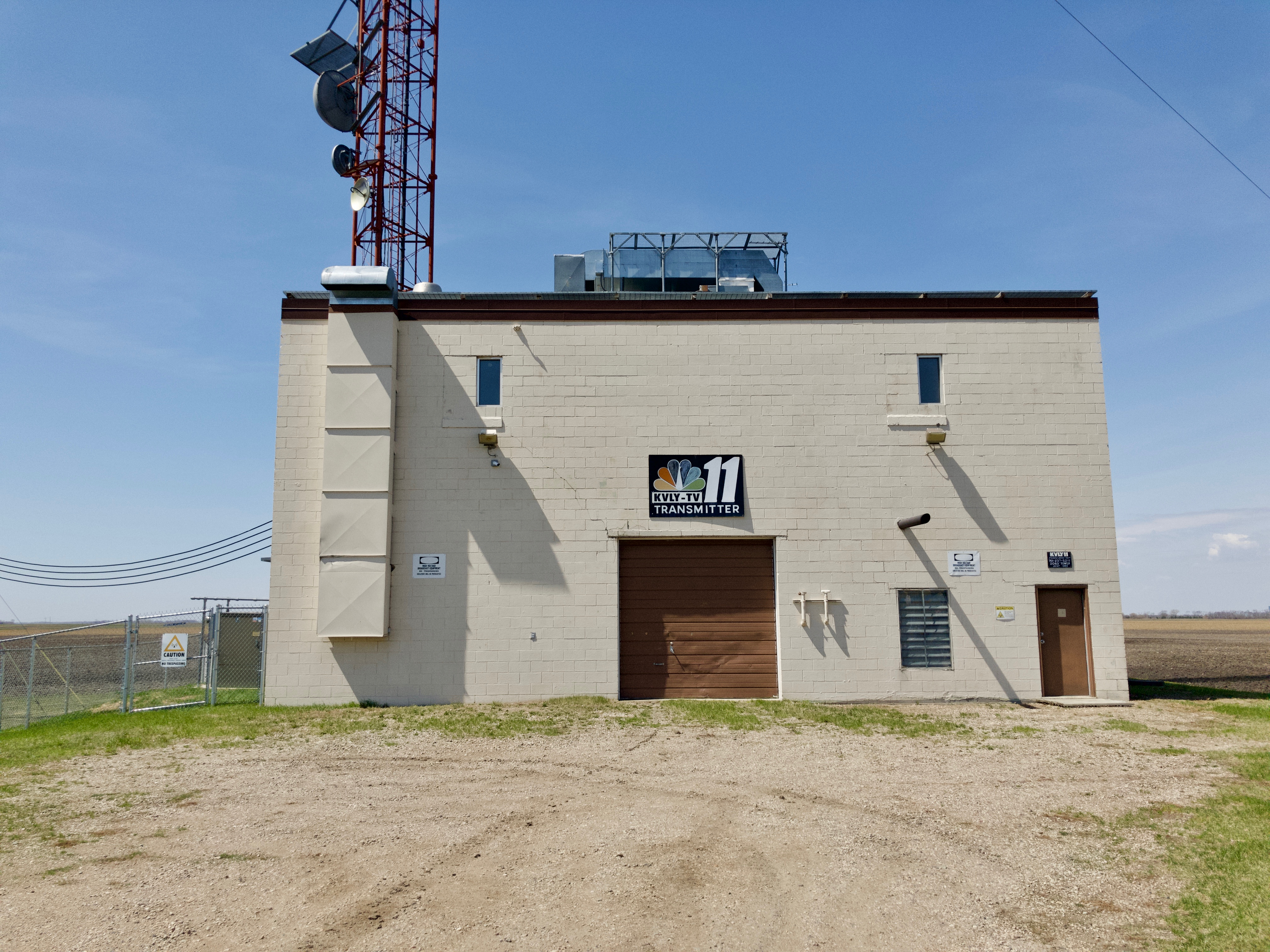
Base della torre
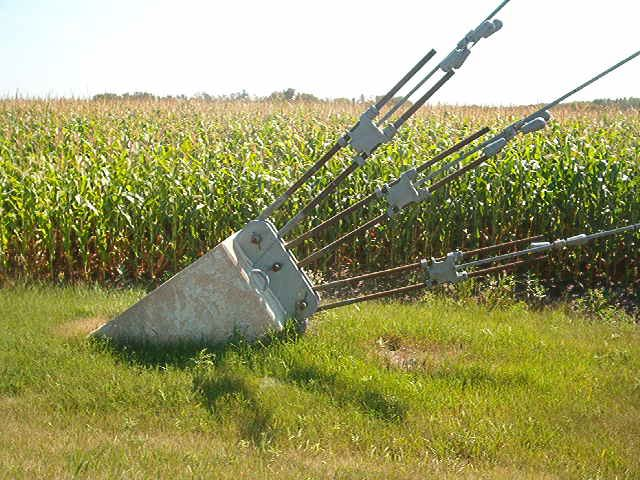
Ancoraggio di un fascio di tiranti
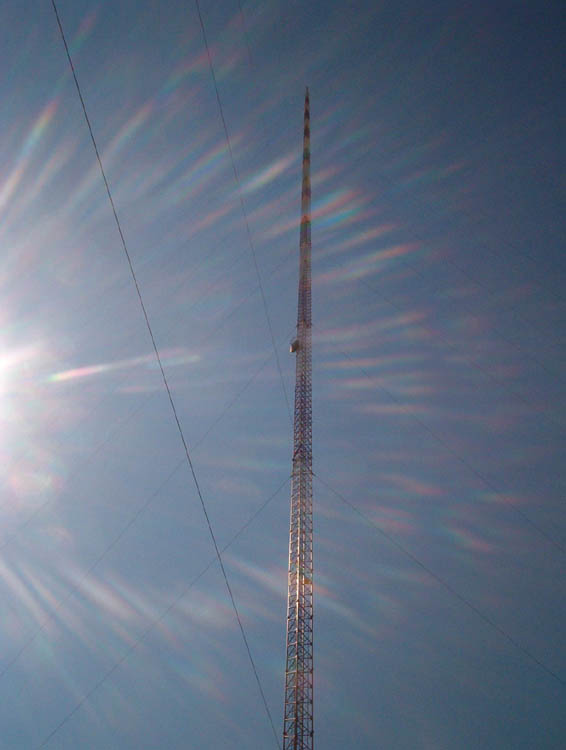
Particolare della rete di tiranti
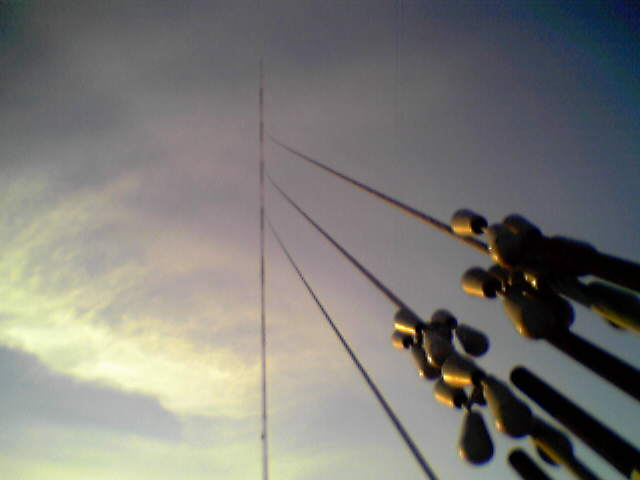

## Strutture di altezza simile
- KXTV/KOVR Tower, 624,5 m